# Musgors
De musgors (Spizella passerina) is een zangvogel uit de familie Emberizidae (gorzen).

## Verspreiding en leefgebied
Deze soort telt 5 ondersoorten:
- S. p. passerina: van zuidoostelijk Canada tot de centrale en oostelijke Verenigde Staten.
- S. p. arizonae: van Alaska tot noordwestelijk Mexico.
- S. p. atremaea: westelijk Mexico.
- S. p. mexicana: centraal en zuidelijk Mexico en noordwestelijk Guatemala.
- S. p. pinetorum: van noordoostelijk Guatemala en Belize tot noordoostelijk Nicaragua.